# Liste des Commonwealth Heritage in Victoria
Die Liste des Commonwealth Heritage führt alle Objekte im australischen Bundesstaat Victoria, die in die Commonwealth Heritage List aufgenommen wurden.
Grundlage der Liste ist der Environment Protection and Biodiversity Conservation Act aus dem Jahr 1999. Bis November 2004 wurden in dem Bundesstaat 26 Stätten in die Liste aufgenommen.
- Point Cook Air Base, Point Cook
- Point Wilson Defence Natural Area, Lara
- Fort Queenscliff, Queenscliff
- Stawell Post Office, Stawell
- Swan Island Defence Precinct, Queenscliff
- Swan Island and Naval Waters, Queenscliff
- Customs House, Portland
- Puckapunyal Military Area, Puckapunyal
- Fortuna, Golden Square, Bendigo West
- Gabo Island Lighthouse, Gabo Island, east of Mallacoota
- Puckapunyal Army Camp, Puckapunyal
- Wilsons Promontory Lightstation
- Leongatha Post and Telegraph Office, Leongatha
- Melbourne General Post Office, Melbourne
- Commonwealth Offices Building, East Melbourne
- Artillery Orderly Room / Drill Hall, St Kilda East
- Victoria Barracks Precinct, Southbank
- Defence Explosive Factory Maribyrnong
- Officers Mess - RAAF Williams Laverton Base, Laverton
- Fort Gellibrand Commonwealth Area, Williamstown
- ehemalige Metropolitan Fire Brigade Station, Elsternwick
- Sorrento Post Office, Sorrento
- Limestone Building (Shepherds Hut), Portsea
- Point Nepean Commonwealth Area, Portsea
- HMAS Cerberus Marine and Coastal Area
- HMAS Cerberus Central Area Group